# Lijst van partijleiders van D66

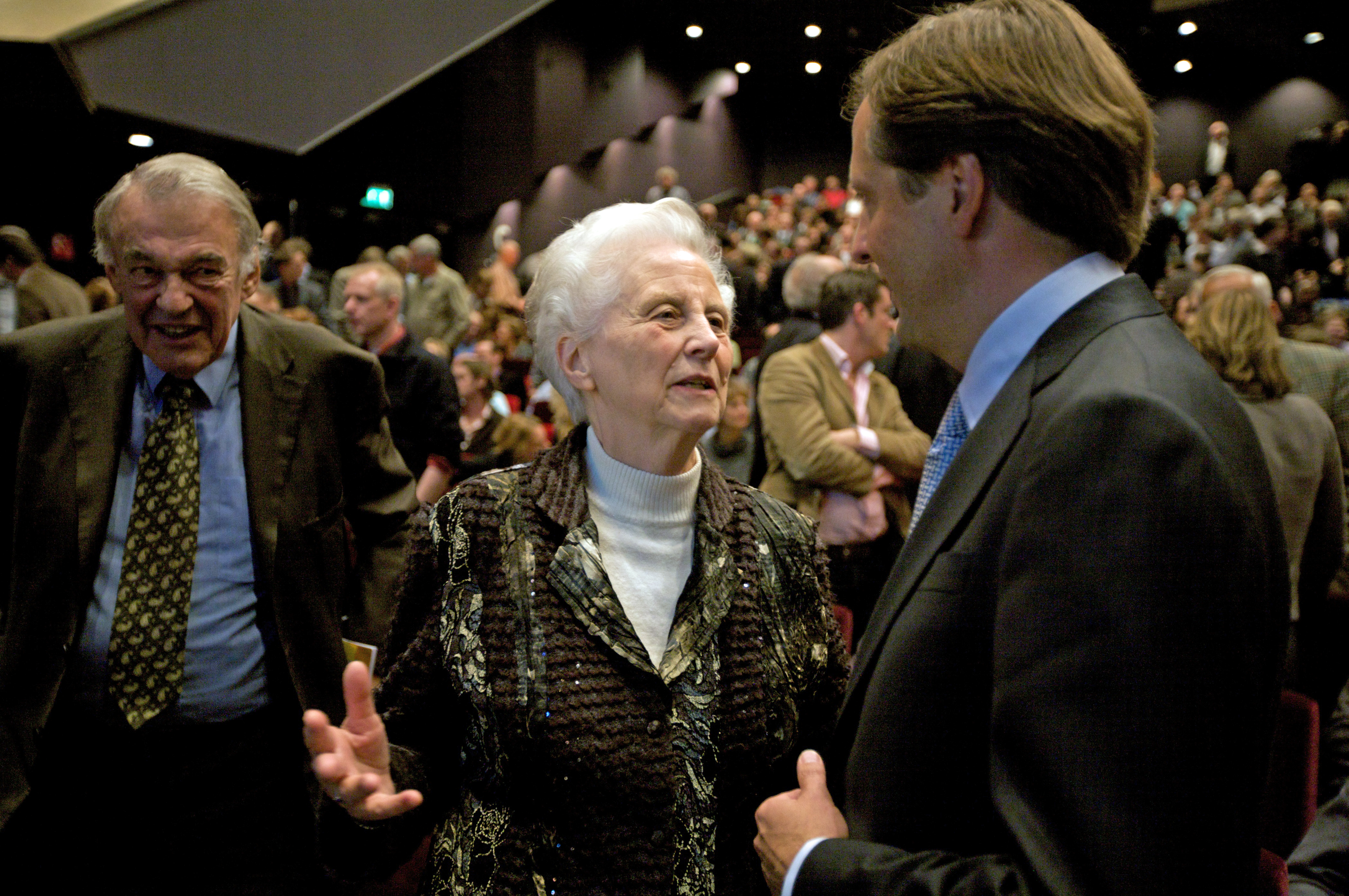
Drie partijleiders bij elkaar: van links naar rechts: Hans van Mierlo, Els Borst en Alexander Pechtold

De partijleider van de Democraten 66 (D66) is tijdens de Tweede Kamerverkiezingen de lijsttrekker. Meestal bekleedt de partijleider de functie van fractievoorzitter in de Tweede Kamer maar soms neemt de partijleider zitting in een kabinet. De eerste partijleider en lijsttrekker was mede-oprichter Hans van Mierlo. De huidige partijleider sinds 12 augustus 2023 is Rob Jetten.

## Partijleiders
| Partijleiders                              | Partijleiders                 | Partijleiders                                | Termijn                                               | Leeftijd               | Functie(s) als leider / Overige functie(s) | Functie(s) als leider / Overige functie(s) | Lijsttrekker                    |
| ------------------------------------------ | ----------------------------- | -------------------------------------------- | ----------------------------------------------------- | ---------------------- | --- | --- | ------------------------------- |
|                                            | H.A.F.M.O. (Hans) van Mierlo  | mr. H.A.F.M.O. (Hans) van Mierlo (1931–2010) | 14 september 1966 – 1 september 1973 (Eerste periode) | 35–42 (Eerste periode) | Partijvoorzitter (1966–1967) Lid Tweede Kamer (1967–1977) Fractievoorzitter Tweede Kamer (1967–1973) (Eerste periode) | Minister van Defensie (1981–1982) Lid Tweede Kamer (1998) Minister van staat (1998–2010) | 1967 1971 1972 (Eerste periode) |
|                                            | J.C. (Jan) Terlouw            | dr. J.C. (Jan) Terlouw (1931–2025)           | 1 september 1973 – 8 september 1982                   | 41–50                  | Lid Tweede Kamer (1971–1981) Fractievoorzitter Tweede Kamer (1973–1981) Minister van Economische Zaken (1981–1982) Vicepremier (1981–1982)                                                                                    | Commissaris van de Koningin van Gelderland (1991–1996) Lid Eerste Kamer (1999–2003) | 1977 1981 1982                  |
|                                            | L.J. (Laurens Jan) Brinkhorst | mr. L.J. (Laurens Jan) Brinkhorst (1937)     | 8 september 1982 – 10 november 1982                   | 45                     | Lid Tweede Kamer (1977–1982) Fractievoorzitter Tweede Kamer (1981–1982) | Staatssecretaris van Buitenlandse Zaken (1973–1977) Ambassadeur van de Europese Unie naar Japan (1982–1987) Lid Europees Parlement (1994–1999) Minister van Landbouw, Natuurbeheer en Visserij (1999–2002) Minister van Economische Zaken (2003–2006) Vicepremier (2005–2006)                                |                                 |
|                                            | M.B. (Maarten) Engwirda       | drs. M.B. (Maarten) Engwirda (1943)          | 10 november 1982 – 25 januari 1986                    | 39–42                  | Lid Tweede Kamer (1977–1989) Fractievoorzitter Tweede Kamer (1982–1986) | Lid Tweede Kamer (1971–1972) Lid Europees Parlement (1972–1973) Lid Algemene Rekenkamer (1990–1996) Lid Europese Rekenkamer (1996–2011) |                                 |
|                                            | H.A.F.M.O. (Hans) van Mierlo  | mr. H.A.F.M.O. (Hans) van Mierlo (1931–2010) | 25 januari 1986 – 15 februari 1998 (Tweede periode)   | 54–66 (Tweede periode) | Lid Eerste Kamer (1983–1986) Lid Tweede Kamer (1986–1994) Fractievoorzitter Tweede Kamer (1986–1994) Minister van Buitenlandse Zaken (1994–1998) Vicepremier (1994–1998) (Tweede periode)                                     | Minister van Defensie (1981–1982) Lid Tweede Kamer (1998) Minister van staat (1998–2010) | 1986 1989 1994 (Tweede periode) |
|                                            | E. (Els) Borst                | dr. E. (Els) Borst (1932–2014)               | 15 februari 1998 – 30 mei 1998                        | 65–66                  | Minister van Volksgezondheid, Welzijn en Sport (1994–2002) Lid Tweede Kamer (1998) Fractievoorzitter Tweede Kamer (1998) | Vicepremier (1998–2002) Minister van staat (2012–2014) | 1998                            |
|                                            | Th.C. (Thom) de Graaf         | mr. Th.C. (Thom) de Graaf (1957)             | 30 mei 1998 – 22 januari 2003                         | 40–45                  | Lid Tweede Kamer (1994–2003) Fractievoorzitter Tweede Kamer (1998–2003) | Fractievoorzitter Tweede Kamer (1997–1998) Minister voor Bestuurlijke vernieuwing en Koninkrijksrelaties (2003–2005) Vicepremier (2003–2005) Burgemeester van Nijmegen (2007–2012) Lid Eerste Kamer (2011–2018) Fractievoorzitter Eerste Kamer (2015–2018) Vice-president van de Raad van State (vanaf 2018) | 2002 2003                       |
|                                            | B.O. (Boris) Dittrich         | mr. B.O. (Boris) Dittrich (1955)             | 22 januari 2003 – 3 februari 2006                     | 47–50                  | Lid Tweede Kamer (1994–2006) Fractievoorzitter Tweede Kamer (2003–2006) | Lid Eerste Kamer (sinds 2019) |                                 |
| Vacant (3 februari 2006 – 24 juni 2006)    |                               |                                              |                                                       |                        | | |                                 |
|                                            | A. (Alexander) Pechtold       | drs. A. (Alexander) Pechtold (1965)          | 24 juni 2006 – 6 oktober 2018                         | 40–52                  | Lid Tweede Kamer (2006–2018) Fractievoorzitter Tweede Kamer (2006–2018) | Partijvoorzitter (2002–2005) Burgemeester van Wageningen (2003–2005) Minister voor Bestuurlijke vernieuwing en Koninkrijksrelaties (2005–2006) | 2006 2010 2012 2017             |
| Vacant (6 oktober 2018 – 4 september 2020) |                               |                                              |                                                       |                        | | |                                 |
|                                            | S.A.M. (Sigrid) Kaag          | S.A.M. (Sigrid) Kaag MA MPhil (1961)         | 4 september 2020 – 12 augustus 2023                   | 58–61                  | Minister voor Buitenlandse Handel en Ontwikkelingssamenwerking (2017-2021) Lid Tweede Kamer (2021-2022) Fractievoorzitter Tweede Kamer (2021-2022) Minister van Buitenlandse Zaken (2021) Minister van Financiën (sinds 2022) | Speciaal Gezant VN voor Syrië (2013–2014) Speciaal Gezant VN voor Libanon (2015–2017) | 2021                            |
|                                            |                               | R.A.A. (Rob) Jetten (1987)                   | 12 augustus 2023 – heden                              | 36–                    | Minister voor Klimaat en Energie (2022 - 2024) | Gemeenteraadslid Nijmegen (2010-2017) Lid Tweede Kamer (2017-2022) Fractievoorzitter in de Tweede Kamer (2018-2021) | 2023 2025                       |